# Aiguille du Chardonnet
A Aiguille du Chardonnet é um cume no Maciço do Monte Branco, na França, cuja vertente Norte, coberta de neve e glaciar, propõe uma vasta paleta de vias e entra as quais sobressai a Aresta Forbes, enquanto a sua vertente Sul, caótica com inúmeros esporões rochosos apresenta vias ainda pouco conhecidas assim como dois corredores esquiáveis.  
Pela sua aresta Forbes e pelo esporão Norte a agulha é citada nos n.º 28 e 43 das 100 mais belas corridas de montanha.

## Ascensões
- 1879 - Primeira por Percy W. Thomas com Josef Imboden e Josef Marie Lochmatter, a 1 de agosto
- 1929 - Abertura do itinerário d esporão Norte por Camille Devouassoux e André Migot
- 1971 - Direta invernal da face Norte por Claude Jager e Walter Cecchinel

## Itinerários
A via histórica já é menos utilizada do que anteriormente, mas continua a ser utilizada na descida. A subida faz-se mais pela Aresta Forbes e em conjunto com a via Gabarrou-Freuchet dá maior grandeza ao itinerário de subida. 
As vertentes rochosas são a do pilar sul-sudeste, o esporão dos Capicinos (AD), a aresta sudoeste (D) com 900 m do lado do Glaciar do Trident, e a Aiguille de la Selle, com o cume a 3.587 m, cujo esporão sul de 400 m é um TD-, e a sulsSudeste com 600 m é uma TD.

## Imagens

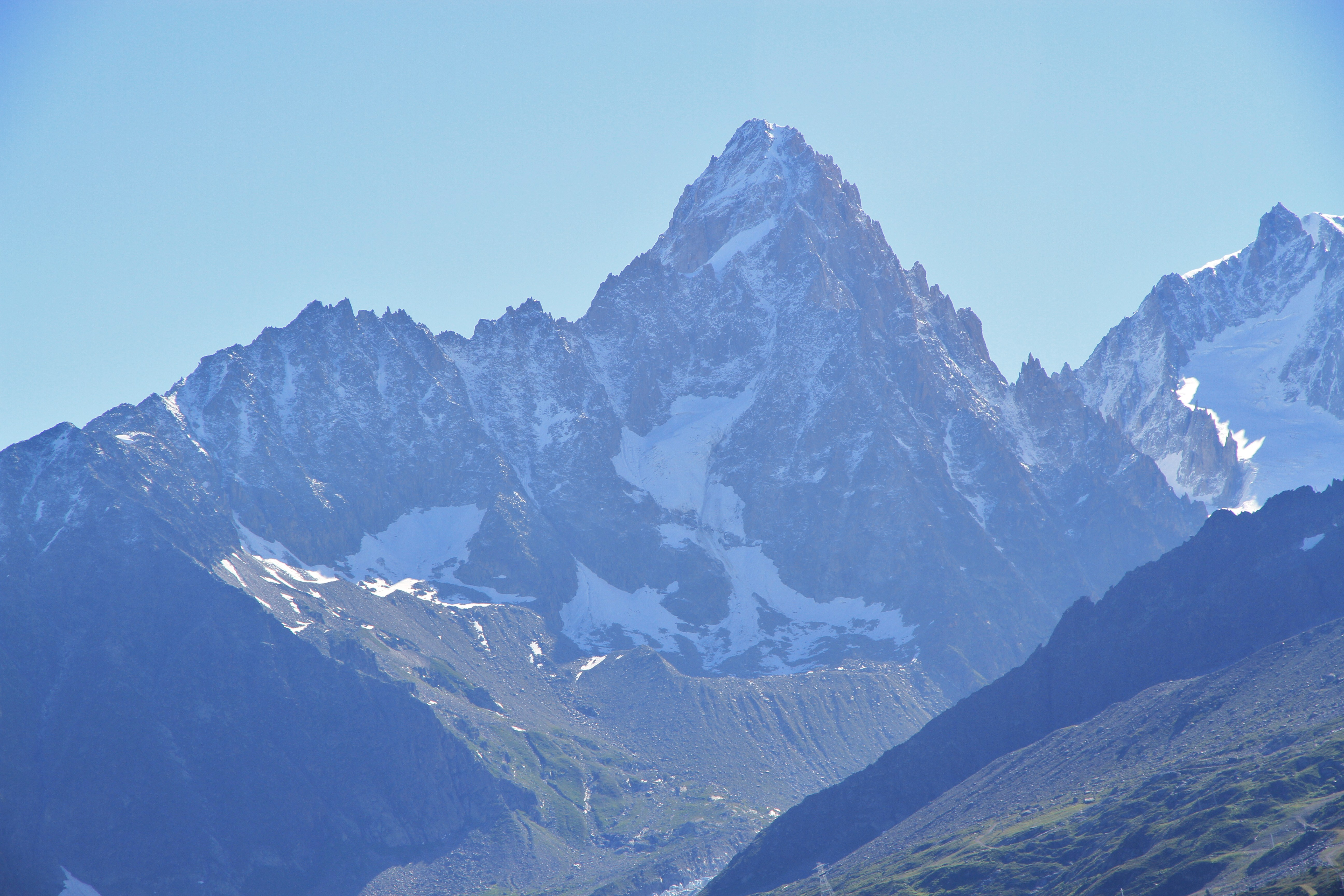
Chardonnet vista de La Flégère
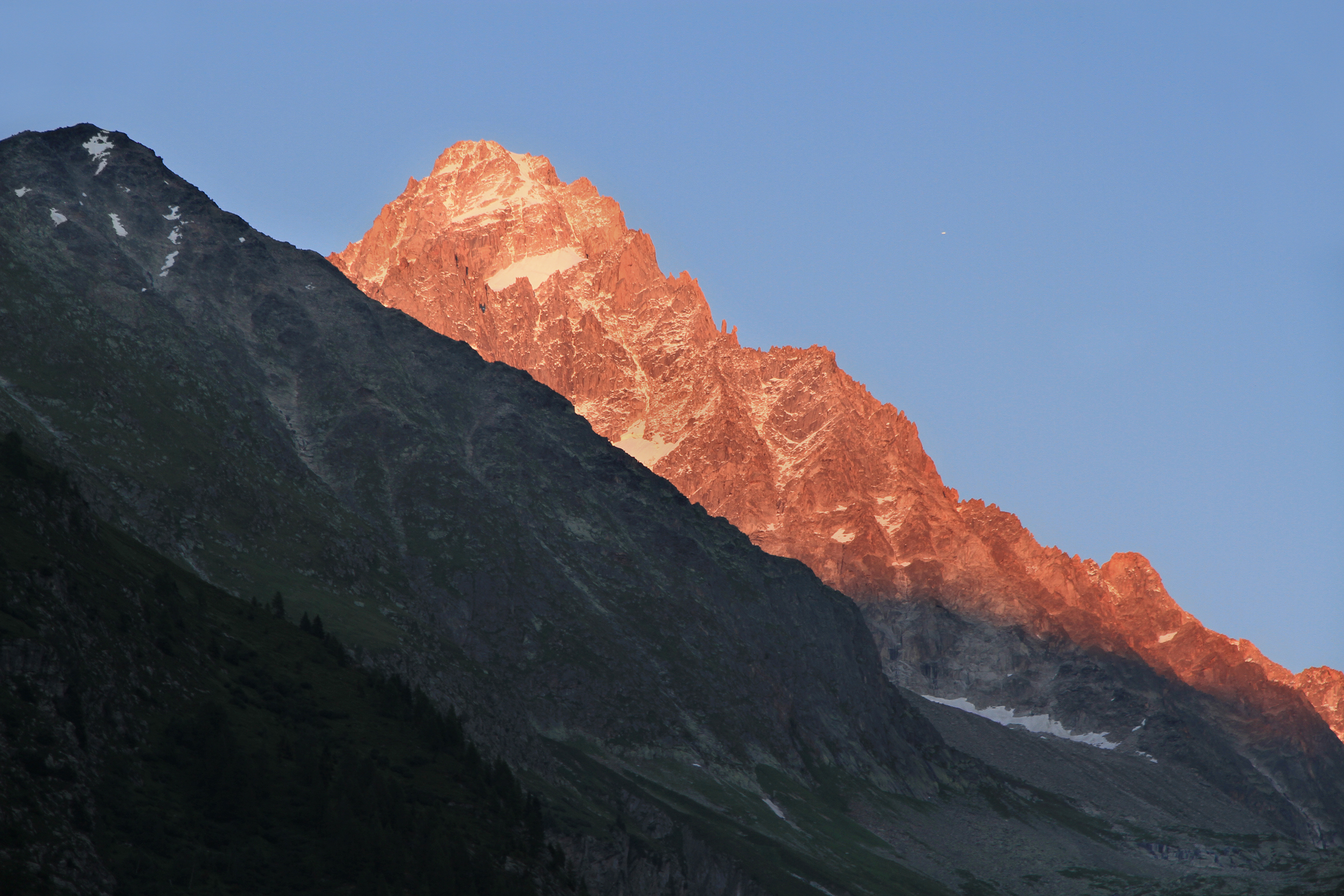
Fim da tarde nas Chardonnet